# Mephitis
Mephitis är ett släkte rovdjur i familjen skunkar (Mephitidae) som förekommer i Nord- och Centralamerika.
I släktet finns två arter:
- Strimmig skunk (Mephitis mephitis), som har ett utbredningsområde som sträcker sig från södra Kanada över nästan hela USA till norra Mexiko.
- Kapuschongskunk (Mephitis macroura), som förekommer från sydvästra USA över Mexiko till Nicaragua.

Det vetenskapliga namnet är bildat av det latinska ordet för en smärtande vätska/avsöndring.

## Kännetecken
Arternas päls har huvudsakligen en svart färg. Ovansidan av huvudet är vit och på djurens rygg finns vanligtvis en eller två vita strimmor. Hos strimmig skunk delar sig strimman på djurets nacke i två delar som vid svansroten åter möts. Hos kapuschongskunk finns två färgvarianter: en med en helvit ovansida, och en mer sällsynt sort där hela djurets rygg är svart med undantag av två korta vita strimmor på bägge sidorna av kroppen. Även den yviga svansen har ett svart-vitt mönster. Kroppen är långsträckt och extremiteterna korta. På varje fot finns fem tår och på de främre tassarna finns långa böjda klor. Nosen är kort och bred, ögonen är små liksom de avrundade öronen.
Dessa djur når en kroppslängd mellan 28 och 38 centimeter. Svanslängden ligger för strimmig skunk vid 25 centimeter och för kapuschongskunk vid 40 centimeter. Vikten varierar mellan 0,7 och 2,5 kilogram, hanar är oftast lite tyngre.
Honor har 10 till 14 spenar.

## Levnadssätt
Dessa skunkar finns i olika habitat, till exempel skogar, gräsmarker och torra områden som öknar. I viss mån är de kulturföljare som vistas i regioner med jordbruk eller i städer.
Utöver parningstiden lever arterna i släktet vanligen ensamma. Honornas revir är 110 till 400 hektar stora, hanarna har större revir. De är främst aktiva under gryningen eller natten. På dagen vilar de i självgrävda bon och andra gömställen, ibland även i byggnader. I norra delarna av utbredningsområdet går dessa skunkar i vinterdvala. Vid övervintringen vistas ibland flera individer i samma bo.
Som alla skunkar producerar dessa djur en illaluktande vätska i sina analkörtlar för att försvara sig mot angripare om de blir hotade. Även pälsens mönster ska varna möjliga fiender. Dessutom trampar de ibland med fötterna i marken. Om angriparen ändå fortsätter riktar de bakkroppen mot fienden för att spruta sekret, ibland så långt som 2 till 3 meter. Vanligtvis riktas vätskan mot fiendens huvud.

## Föda
Skunkarna är allätare som livnär sig av mindre ryggradsdjur som gnagare, ödlor och groddjur samt av insekter, kräftdjur och andra ryggradslösa djur. Dessutom äter de frukter, nötter, blad och frön. Födans sammansättning varierar under året: under sommaren äter de främst insekter och frukter och under vinterhalvåret företrädesvis gnagare och andra mindre djur. Under hösten skapar de ett fettskikt för att överleva då det blir kallare.

## Fortplantning
Parningen sker mellan februari och april. I maj eller juni föder honan vanligen fyra till fem ungar. Dräktigheten varar i 60 till 80 dagar men oftast vilar ägget en tid efter befruktningen, så den verkliga dräktigheten är kortare.
Nyfödda ungar är blinda och hjälplösa. De öppnar ögonen efter ungefär tre veckor och efter åtta till tio veckor sluter honan att ge di. Under hösten lämnar de sin mor och i början av följande år kan honor para sig för första gången.
Arternas medellivslängd är relativt kort. Nästan 90 procent av individerna dör under det första vinterhalvåret. I naturen blir bara få exemplar äldre än två eller tre år. I fångenskap når de en ålder av sex år, i undantagsfall upp till tolv år.

## Relationer till människor
I naturen har dessa skunkar nästan inga fiender. På grund av deras effektiva försvarsstrategi blir de sällan hotade av större däggdjur; bara rovfåglar som ugglor utgör ett större hot. De flesta individer dör på människans vägar när de blir överkörda. De räknas inte till de hotade arterna.
Tidigare jagades dessa skunkar för pälsens skull och de hölls även i pälsfarmer, men sådan verksamhet har minskat.
Dessa djur blir dock allt mer populära som sällskapsdjur. Det är tillåtet att köpa dem i vissa delstater i USA, samt i Tyskland, Österrike och Nederländerna. Genom avel finns idag många varianter i pälsfärgen. I fångenskap blir de ibland lika tama som huskatter, men endast sällan helt rumsrena. För att undvika att dessa djur sprutar sin vätska opereras vanligen analkörtlarna bort, men detta är inte tillåtet i flera av de nämnda staterna. Flera ägare hävdar att operationen inte heller är nödvändig.
IUCN listar båda arterna som livskraftiga (LC).